# Elektronika BK-0010
| QS-Informatik | Dieser Artikel wurde wegen inhaltlicher Mängel auf der Qualitätssicherungsseite der Redaktion Informatik eingetragen. Dies geschieht, um die Qualität der Artikel aus dem Themengebiet Informatik auf ein akzeptables Niveau zu bringen. Hilf mit, die inhaltlichen Mängel dieses Artikels zu beseitigen, und beteilige dich an der Diskussion! (+) Begründung: Überarbeitung notwendig: Strukturierung, Belege. Knurrikowski (Diskussion) 14:49, 11. Apr. 2016 (CEST) |

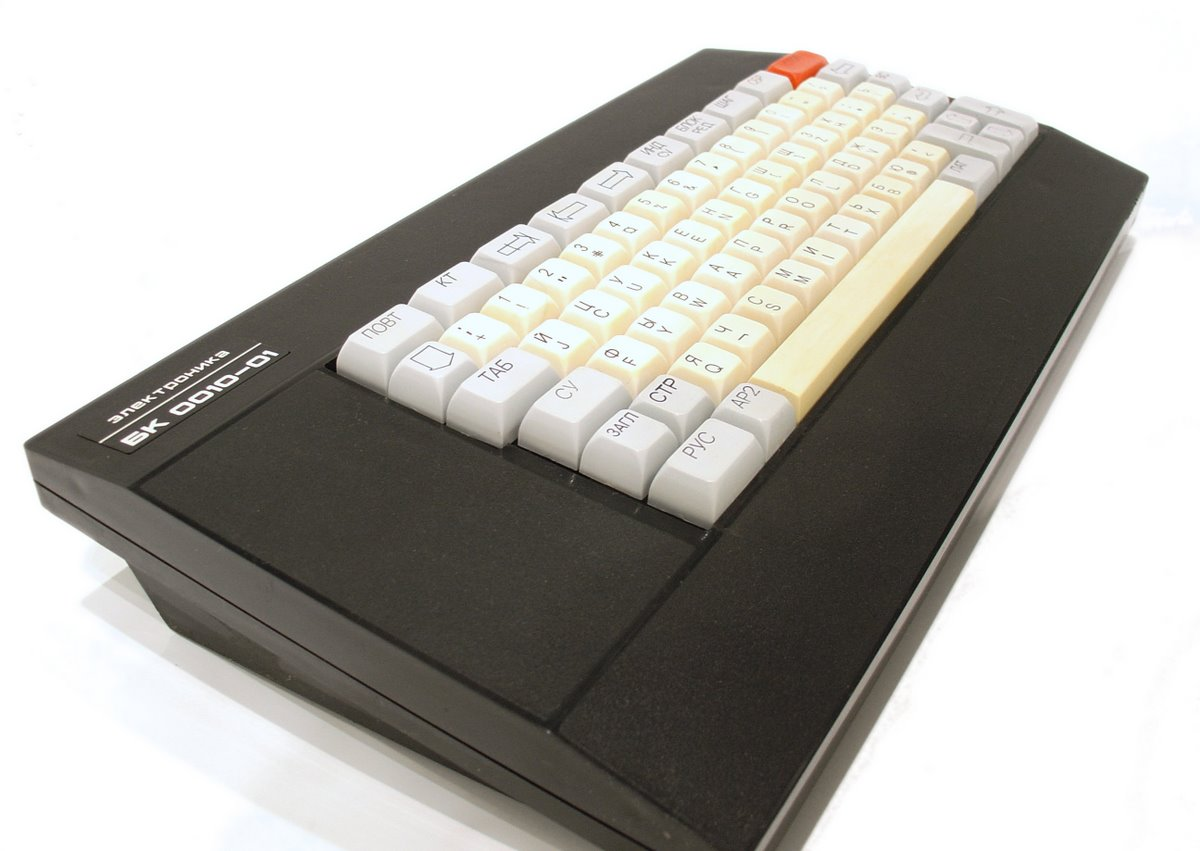
Elektronika BK0010-01

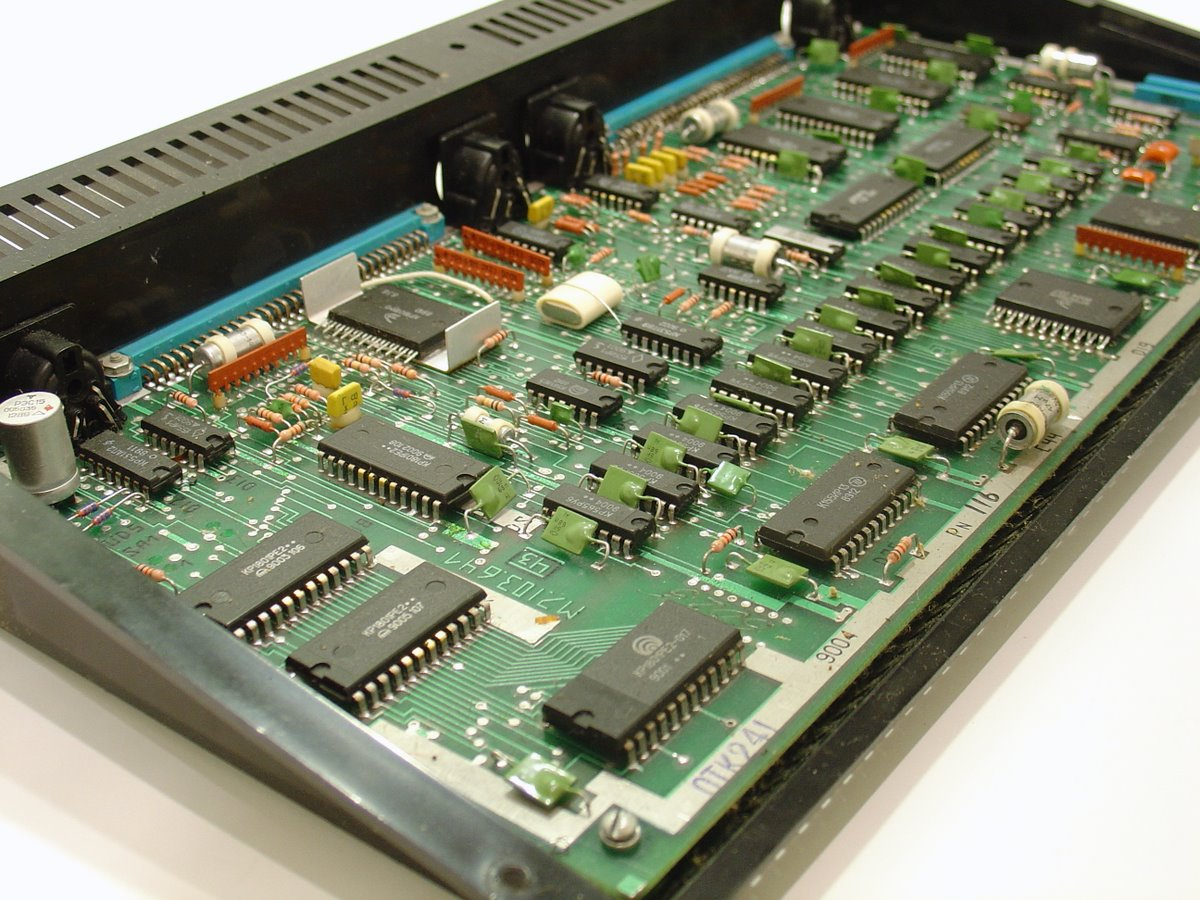
Geöffnetes Gehäuse

Beim Elektronika BK-0010 (russisch Электроника БК-0010) handelt es sich um eine Serie von Heimcomputern, die ab 1983 in der Sowjetunion hergestellt wurde.
Die Ersterwähnung des BK-0010 datiert aus dem Jahre 1983, dem Datum der Erstellung der Bedienungsanleitung. Entwickelt wurde der Computer in der Nationalen Forschungsuniversität für Elektronische Technologie – Moskauer Institut für Elektronische Technologie (MIET) in Selenograd bei Moskau, und gefertigt im Werk „Exiton“ in Pawlowski Possad. Im Januar 1985 tauchte der Computer erstmals im Handel auf.
Der BK-0010 basiert auf dem 16-bit-Mikroprozessor K1801WM1 (russisch К1801ВМ1) mit einer PDP-11-Architektur. Die CPU K1801WM1 gab es in zwei Ausführungen: In einem Keramik- und einem Plastegehäuse. Sie arbeitete mit der Frequenz von 3 MHz, aber es gab keine Kommandos für Multiplikation und Division. Die Rechnerarchitektur der von der Digital Equipment Corporation gebauten PDP-11, eines der erfolgreichsten Minirechners der 1970er Jahre, fand hier den Weg in ein Tischgerät (ähnlich dem TI990 und TI99).
Der BK-0010 verfügt über 32 KB RAM und 32 KB ROM. Das ROM enthält neben einem 16 KB großen Bereich für das Betriebssystem einen gleich großen Bereich für einen Interpreter für die Programmiersprache FOCAL (russisch Фокал, von englisch FOrmula CALculator), die von der Digital Equipment Corporation zuerst für die PDP-6 entwickelt wurde. Ein BASIC-Interpreter war als Zusatzmodul erhältlich.
Es war möglich, über einen externen Anschluss (Industriestandard QBus) zusätzlichen RAM (anstelle des ROMs mit BASIC) oder eine Netzwerkkarte anzukoppeln.
Der Grafik-Controller K1801WP1-037 (russisch К1801ВП1-037) erlaubt mit 16 KB RAM Bildspeicher die Darstellung in zwei Modi: Bei einer Auflösung von 256 × 256 Bildpunkten mit vier Farben oder 512 × 256 Bildpunkten mit zwei Farben (schwarz/weiß). Das Bild konnte über einen Monitor oder ein Fernsehgerät ausgegeben werden.
An Schnittstellen sind neben dem Videoausgang ein Anschluss für einen handelsüblichen Kassettenrecorder zur Datenspeicherung (mit 1200 Bd), eine serielle RS-232-Schnittstelle (mit 50 Bd bis 9600 Bd) sowie 16 Eingabe- und 16 Ausgabeleitungen vorhanden.
Der Rechner und die Tastatur mit 92 Tasten und kyrillischem Layout befinden sich zusammen in einem Gehäuse mit den Abmessungen 37 cm × 18 cm × 7 cm (ähnlich dem C-64).
Die Programmierung in BK-Assembler war bequem und angenehm: linearer Speicher, 16-bit-Befehle und -Adressen, alle acht Register des Prozessors waren gleichberechtigt (es gab keine Einteilung in Indexregister etc.)
Der Keramikprozessor konnte mit bis zu 8 MHz betrieben werden und anstatt des BASIC auch schnellen (statischen) Speicher verwalten. Ein Mangel war der langsame dynamische Grafikspeicher.  Er begrenzte die praktische Verarbeitungsgeschwindigkeit aufgrund Wartezyklen auf 5 MHz.
Schnell erschienen zusätzliche Geräte: Spezialisten wie Vadim Novak entwickelten Erweiterungskarten, die in Kleinserien hergestellt wurden. Eine besonders erfolgreiche Entwicklung war eine kleine Erweiterung, die einen Diskettencontroller, ein Winchester-Laufwerk und 16 KB zusätzlichen RAMs kombinierte. Dazu wurden einige leistungsstarke Betriebssysteme, Texteditoren und anderes programmiert, die den BK-0010 aufwerteten.
Das Nachfolgemodell wurde der BK-0011, der bereits 128 KB RAM hatte. Auch der Videospeicher des „БК-0011“ wurde erhöht: er bestand nun aus zwei wechselnden Seiten. Die Frequenz des Prozessors wurde auf 4 MHz angehoben. Das neue Modell erreichte schnell große Popularität, da dafür ein erweitertes DOS geschrieben wurde und das alte System ersetzte. Für den Anschluss eines Festplattenlaufwerkes („Winchester“) und eines Diskettenlaufwerkes war der zusätzliche Controller noch immer erforderlich. Neben Festplatten- und Diskettenlaufwerken konnten ohne großen Aufwand andere externe Geräte angeschlossen werden: Drucker, Modems, Mouse und Joystick. Besonders Talentierte schafften es, in die Tastatur ein 2"-Festplattenlaufwerk samt Controller einzubauen. In den BK wurde der Klangprozessor AY-3-8912, bekannt aus dem ZX Spectrum und dem Yamaha MSX, eingebaut. Der günstigste Weg den Klang zu verbessern war der Einbau eines Covox-Adapters.
Besonderes Merkmal des Rechners war, dass er ohne jegliche Software auf den Markt kam. Einfache Spiele, der Interpreter Fokal, der BASIC ersetzte, und ein paar Testanwendungen waren praktisch alles. Aber es erschienen zu dem Rechner Dokumentationen des BASIC und des Machinencodes. Darauf aufbauend schrieben Programmierer wie Wladimir Sawin neue Spiele, die sie von anderen Plattformen transferierten. Viele Ein-Mann-Gesellschaften wie BIL Corp., SW Corp., RDA Corp. hatten nicht weniger Ansehen unter den Nutzern als Firmen wie Ocean Software, Electronic Arts, Virgin Interactive und Activision Bedeutung für Systeme wie den ZX Spectrum hatten.
Zu Beginn der 1990er Jahre bauten Programmierer aus Samara in die Weiterentwicklung BK-0011M einen Musikprozessor AY-3-8912 ein und schrieben ein neues Betriebssystem namens CSI-DOS. Daraus entwickelte sich eine Musikerszene, die sich des Computers als Soundmaschine bedienten.